# Emilio Croci-Torti

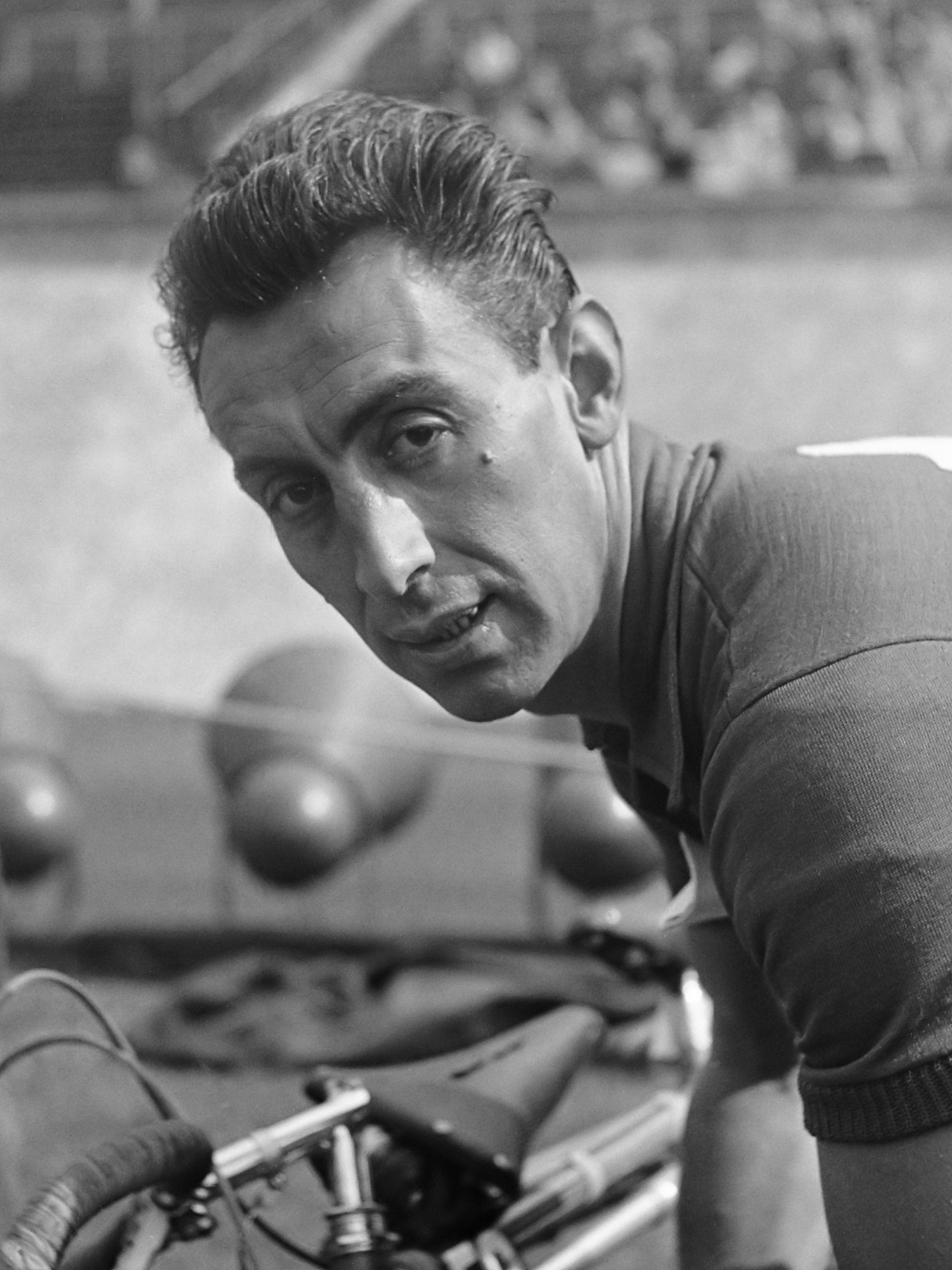
Emilio Croci-Torti (1954)

Emilio Croci-Torti (* 6. April 1922 in Stabio; † 2. Juli 2013 ebenda) war ein Schweizer Radrennfahrer.

## Sportliche Laufbahn
Croci-Torti war ein typischer Domestik im Radsport, der nur selten Gelegenheit hatte, selbst auf Sieg zu fahren. Ferdy Kübler und Hugo Koblet waren prominente Teamkapitäne, für die er bei vielen Rennen fahren musste. Seine erste Tour de France fuhr er 1950 als Helfer für Kübler, er wurde 43. des Endklassements.
1954 war er Mitglied im Team der Schweiz bei der Tour de France, die er als 56. in Paris beendete. 1955 schied er auf der 11. Etappe aus, auch 1956 beendete er die Tour nicht.
1947 wurde er Sieger der Tour du Lac Léman. 1952 konnte er eine Etappe der Tour de Suisse und 1954 in der Luxemburg-Rundfahrt gewinnen. Die Tour de Suisse bestritt er insgesamt zehnmal. Sein bestes Resultat im Gesamtklassement war der 11. Platz 1950. Im Giro d’Italia war er sechsmal dabei, sein bestes Resultat war der 41. Platz 1949. Zwölfmal war er am Start von Rennen der Monumente des Radsportes, sein bestes Ergebnis hatte er 1946 mit dem 8. Platz im Rennen Mailand–San Remo.